# Радченко, Ольга Аркадьевна
О́льга Арка́дьевна Ра́дченко (род. 2 марта 1969, Брянск) — российский учёный-биолог, доктор биологических наук, профессор РАН (2018); член-корреспондент Российской академии наук (2022).
Специалист в области геносистематики, филогенетики, популяционной генетики рыб, директор Института биологических проблем Севера Дальневосточного отделения РАН (гор. Магадан).

## Биография
Родилась в 1969 году в городе Брянске в семье педагогов. В возрасте пяти лет вместе с семьёй переехала в Магадан.
После выпуска в 1986 г. из средней школы № 2 города Магадана работала лаборантом в Северо-Восточном научно-исследовательском институте сельского хозяйства. В 1987 году поступила в Дальневосточный государственный университет, который окончила в 1993 году по специальности «биолог».
С 1993 года по настоящее время (2023) работает в Институте биологических проблем Севера (ИБПС) ДВО РАН. С 2017 года занимает пост директора данного Института.
В 2003 году защитила кандидатскую диссертацию в Институте общей генетики им. Н. И. Вавилова РАН «Изменчивость митохондриальной ДНК гольцов рода Salvelinus» по специальности «генетика». В 2015 году в Институте проблем экологии и эволюции им. А. Н. Северцова РАН защитила докторскую диссертацию «Систематика и филогения бельдюговидных рыб подотряда Zoarcoidei (Pisces, Perciformes)» по двум специальностям — «ихтиология» и «генетика».

## Научная деятельность
Является экспертом РАН, членом редколлегии журнала «Вестник СВНЦ ДВО РАН» и членом Объединённого учёного совета по биологическим наукам ДВО РАН. Руководит работой по проектам Российского фонда фундаментальных исследований (РФФИ) и программы «Дальний Восток», организатор нескольких экспедиций по комплексному изучению ихтиофауны Тауйской губы Охотского моря.

## Награды
- Почётная грамота ДВО РАН
- Благодарственные письма губернатора Магаданской области
- Благодарственное письмо мэра города Магадана
- Премия Международной академической издательской компании «Наука/Интерпериодика» за лучшую публикацию в журналах РАН (2006 и 2010 гг.)